# 吉尔贝托·弗雷雷
吉尔贝托·德·梅洛·弗雷雷（葡萄牙語：Gilberto de Mello Freyre，1900年—1987年），巴西文化人类学家，社会学家，历史学家，记者，国会议员。

## 生平
弗雷雷出生于伯南布哥州首府累西腓，累西腓/瓜拉拉皮斯吉尔贝托·弗雷雷国际机场即以他的名字命名。
他曾受教于著名的美国人类学家法蘭茲·鮑亞士，其人类学家生涯亦受到鮑亞士的重要影响。他对巴西社会与文化的发展均做出了自己的贡献。这些贡献是与其人类学的关怀分不开的。